# 芬頓鎮區 (密歇根州)
芬頓鎮區（英語：Fenton Township）是位於美國密歇根州傑納西縣的一個特設鎮區。

## 地方資料
芬頓鎮區的面積為71.30平方千米，當中陸地面積為61.80平方千米，而水域面積為9.50平方千米。根據2020年美國人口普查的數據，當地共有人口16843人，而人口密度為每平方千米236.23人。